# Tsutomu Nihei

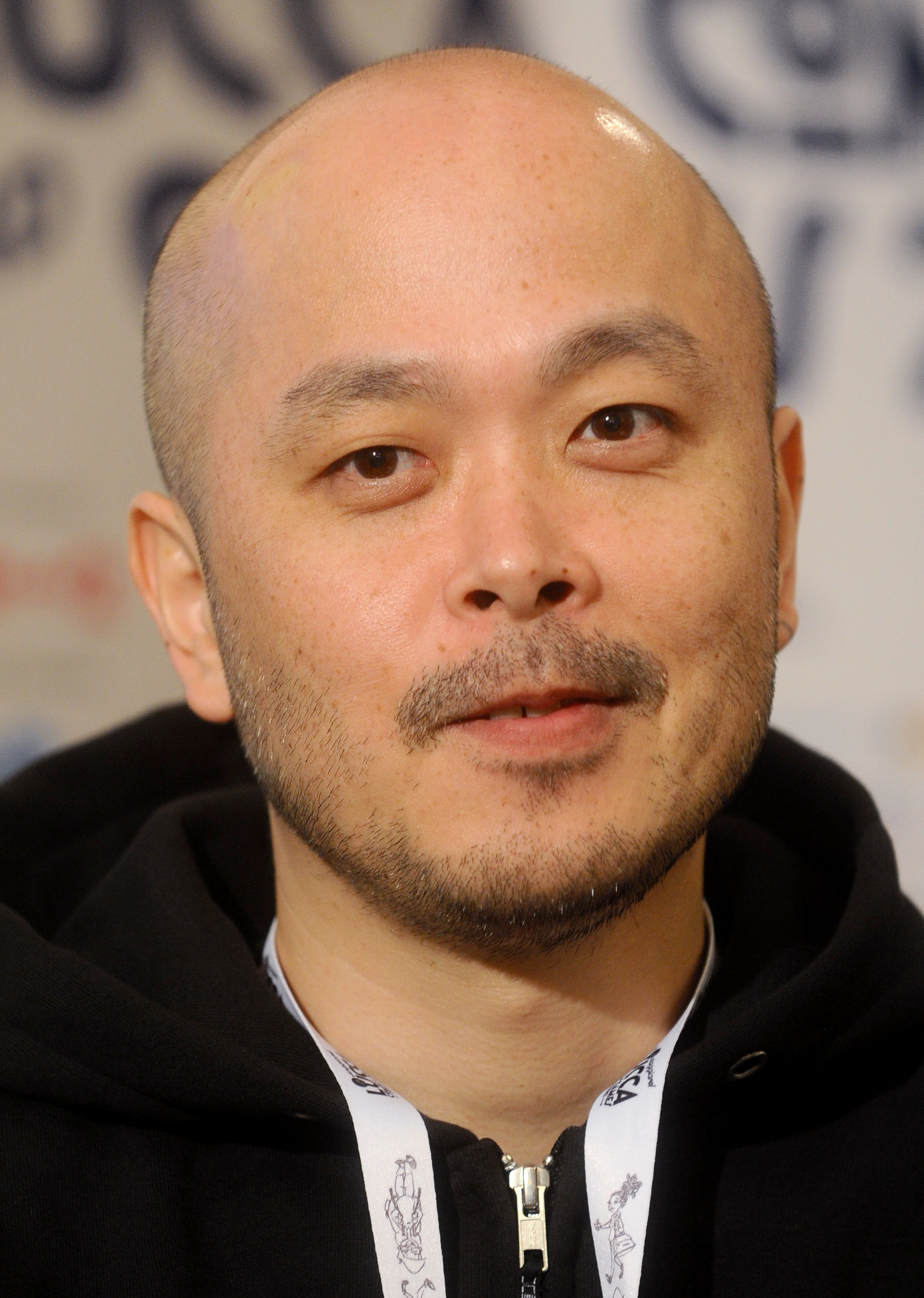
Tsutomu Nihei - Lucca Comics & Games 2015

Tsutomu Nihei (jap. 弐瓶 勉, Nihei Tsutomu; * 1971 in der Präfektur Fukushima, Japan) ist ein japanischer Manga-Zeichner, der mit Blame! ein düsteres Endzeit-Szenario geschaffen hat.
Die Zeichnungen von Nihei sind sehr skizzenhaft gehalten. Niheis Geschichten lassen sich dem Genre Cyberpunk zuordnen.
Nihei hat Architektur studiert und war anschließend Assistent des Mangaka Tsutomu Takahashi. Sein Debüt als Profizeichner hatte er 1995 in der Manga-Zeitschrift Afternoon mit BLAME. Aufgrund des großen Erfolges von BLAME zeichnete Nihei den 10 Bände umfassenden Manga Blame!, der von 1997 bis 2003 in Japan erschien und seinen bisher größten Erfolg darstellt. Von 2004 bis 2009 folgte Biomega, das es auf sechs Bände brachte, sowie im Anschluss seine Serie Knights of Sidonia, die es auf 15 Bände brachte. Alle drei Reihen wurden in Deutschland bei Egmont Manga veröffentlicht. Seit 2017 folgt die Serie Aposimz – Im Land der Puppen. Die Serie erscheint auf Deutsch bei Manga Cult, das auch eine neue Ausgabe von Knights of Sidonia herausbringt.  
Auf Grund des Erfolgs von Blame trat Marvel Comics auf ihn zu und fragte, ob er Interesse hätte, einen Comic über Wolverine zu zeichnen. Dieses Angebot nahm Nihei an und so erschien im Juni 2003 das erste Kapitel von Wolverine Snikt! in den Vereinigten Staaten. 2006 wurde eine Halo-Graphic-Novel angekündigt, zu welcher Nihei eine von vier Geschichten beisteuert, diese erscheint ebenfalls bei Marvel.
Nihei arbeitet auch für die Amateur-Manga-Szene. Seine sechsseitige Kurzgeschichte Idaho in Akai Kiba (赤い牙) ist 2002 als Dōjinshi erschienen.

## Wiederkehrende Themen
Niheis Geschichten spielen meist in der Zukunft und beschäftigen sich oft mit ähnlichen Themen. Am prominentesten wohl dürfte der Transhumanismus sein, da viele seiner Hauptfiguren zwar als menschlich auftreten, aber oft keine Menschen sind. Die Transition vom Menschen zum künstlichen Wesen selbst wird selten thematisiert, ist aber ein zentraler Aspekt, da Charaktere sich dank Nanotechnologie von scheinbar tödlichen Verletzungen erholen oder bereits tausende von Jahren alt sind. Ferner werden Aspekte wie der Upload von Bewusstseinen und die Frage nach der Menschlichkeit in einem künstlichen Wesen hinterfragt.
Nebst diesen zentralen Thema verwendet Nihei einige sehr spezifische Elemente wiederholt.
- Bär mit Armprothese: Biomega, Knights of Sidonia
- Geschlechtslose Wesen als Protagonisten oder Antagonisten: Abba, Blame!, Knights of Sidonia, Biomega, Abara
- Die fiktive Firma Toha Schwerindustrie: Blame!, Biomega, Knights of Sidonia

Weiter wandelt Nihei einzelne Objekte, Namen und Organisationen leicht ab und verwendet sie in anderen Geschichten erneut. Unter dieses Stilelement fällt unter anderem die Schusswaffe der Hauptfigur Killy in Blame! – die seltene Molekülschockwellenwaffe – die in einer abgewandelten Form sowohl in Blame! wie auch in Biomega vorkommt. Es ist unter Fans aber umstritten, ob diese Vorkommnisse und Wiederholungen Teil eines shared universe sind und die Geschichten somit im selben Universum stattfinden.

## Werke
- BLAME, 1995 (One-shot, das letzte Kapitel von NOiSE)
- Blame!, 1997–2003, 10 Bände
- NOiSE, 2000–2001, 1 Band
- Megalomania, 2000 (Artbook, enthalten in Blame! and So On)
- Negative Corridor, ca. 2001 (One-shot, das vorletzte Kapitel von NOiSE)
- Bitch's Life, 2001 (Artbook, enthalten in Blame! and So On)
- Sabrina, 2002 (One-shot)
- Idaho, 2002 (One-shot)
- Dead Heads, 2002 (unvollendet, enthalten in Blame! and So On)
- Wolverine: Snikt!, 2003
- Blame! and So On, 2003 (Artbook)
- Numa no Kami (God of the Swamp), ca. 2003 (One-shot, enthalten in Blame! Academy and So On)
- Abba (Parcel/Package), 2003 (One-shot, enthalten in Blame! Academy and So On)
- Blame! Academy, 2004–2008
- Biomega, 2004–2009, 6 Bände
- Zeb-Noid, 2004 (One-shot, enthalten in Blame! Academy and So On)
- Pump, 2004 (One-shot, enthalten in Blame! Academy and So On)
- NSE: Net Sphere Engineer, 2005 (unvollendet, enthalten in Blame! Academy and So On)
- Digimortal, 2005 (One-shot, die letzten 2 Kapitel von Abara)
- Abara, 2005–2006, 2 Bände
- Breaking Quarantine (Halo Graphic Novel), 2006 (eine von vier Geschichten)
- Bibibibi, 2006 (One-shot)
- Winged Armor Suzumega/Battle Lepidopteran Hawk Moths, 2007 (One-shot, enthalten in Blame! Academy and So On)
- Blame!², 2008 (One-shot, enthalten in Blame! Academy and So On)
- Blame! Academy and So On, 2008 (Sammelband)
- Knights of Sidonia (Sidonia no Kishi), 2009–2015, 15 Bände
- Tri-Eyed GM (vorläufiger Titel), 2011 (unvollendet, ursprünglich geplant für Gundam Ace)
- Knights of Sidonia: The Fourth Gauna Defense War, 2014 (One-shot, Prolog für Knights of Sidonia)
- Knights of Sidonia - Tsumugi is addicted to "Blame!", 2015 (One-shot, Spin-off von Knights of Sidonia)
- Ningyō no Kuni, 2016 (One-shot)
- Aposimz – Land der Puppen (Ningyō no Kuni), 2017–2021, 9 Bände
- Gekijouban "BLAME!" Nihei Tsutomu Egaki Oroshi Settei Shiryoushuu, 2017 (Artbook zum Film)
- BLAME! Fortress of Silicon Creatures, 2017 (One-shot, Epilog zum Film)
- BLAME! Movie Edition: The Electrofishers' Escape, 2017 (Adaption des Films, gezeichnet von Kotaro Sekine)
- Kaina of the Great Snow Sea (Ōyukiumi no Kaina), 2022–2024, 4 Bände (Konzept, umgesetzt von Itoe Takemoto)
- Tower Dungeon, seit 2023